# Teichwitz
Teichwitz est une commune rurale de Thuringe (Allemagne), située dans l'arrondissement de Greiz. Elle fait partie de la Communauté d'administration Leubatal (Verwaltungsgemeinschaft Leubatal).

## Géographie

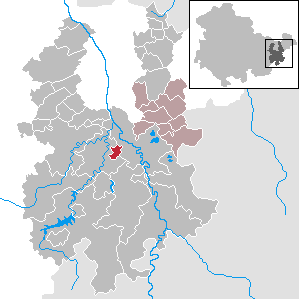
Situation de la commune (en rouge) dans l'arrondissement

Teichwitz est située dans le nord de l'arrondissement, au cœur du Vogtland thuringeois, au nord des Monts de Thuringe entre les rivières Weida à l'ouest et Elster Blanche à l'est. La ville appartient à la communauté d'administration Leubatal et se trouve à 2 km au sud de Weida, à 13 km au sud de Gera et à 17 km au nord-ouest de Greiz, le chef-lieu de l'arrondissement.
Communes limitrophes (en commençant par le nord et dans le sens des aiguilles d'une montre) : Weida, Wünschendorf-sur-Elster, Berga/Elster et Hohenölsen.

## Histoire
La première mention de Teichwitz date de 1356.
Teichwitz a appartenu jusqu'en 1918 au Grand-duché de Saxe-Weimar-Eisenach (cercle de Neustadt). Le village a ensuite été intégré au land de Thuringe en 1920 (arrondissement de Gera). Après la seconde Guerre mondiale, la commune rejoint la zone d'occupation soviétique puis la République démocratique allemande en 1949 (district de Gera, arrondissement de Greiz).

## Démographie
Commune de Teichwitz :
| 1910 | 1933 | 1939 | 1995 | 2000 | 2005 | 2010 |
| ---- | ---- | ---- | ---- | ---- | ---- | ---- |
| 94   | 109  | 118  | 120  | 131  | 119  | 110  |

## Communications
La commune est située au croisement de la route nationale B92 Gera-Greiz et de la route nationale B175 qui se dirige vers Berga/Elster et Zwickau.